# Önskan (film)
Önskan (engelska: Wish) är en datoranimerad musikalfilm från 2023, producerad av Walt Disney Animation Studios och utgiven av Walt Disney Studios Motion Pictures. Filmen är regisserad av Chris Buck och Fawn Veerasunthom, med manus skrivet  av Jennifer Lee och Allison Moore. Rösten till filmens huvudroll Asha lästes av Ariana DeBose och skurken kung Magnificos röst gjordes av Chris Pine. Alan Tudyk läste rösten till Ashas sidekick, geten Valentino. Filmen innehåller en rad nya originallåtar som skrivits av artisten Julia Michaels.
Filmen hade biopremiär i USA den 22 november 2023, och hade biopremiär i Sverige den 8 december 2023.
Den Golden Globe-nominerades för bästa animerade film men förlorade mot Pojken och hägern.

## Handling
Handlingen kretsar kring 17-åriga tjejen Asha och hennes get Valentino. De ger sig ut på ett äventyr till det magiska kungariket Rosas, där önskningar kan bli verklighet.

## Rollista
| Roll            | Engelsk röst      | Svensk röst                 |
| --------------- | ----------------- | --------------------------- |
| Asha            | Ariana DeBose     | Daniela Rathana             |
| Kung Magnifico  | Chris Pine        | Peter Jöback                |
| Valentino       | Alan Tudyk        | Anton Olofson Raeder        |
| Drottning Amaya | Angelique Cabral  | Frida Modén Treichl         |
| Sabino          | Victor Garber     | Niklas Falk                 |
| Sakina          | Natasha Rothwell  | Kayode "Kayo" Shekoni       |
| Dahlia          | Jennifer Kumiyama | Janice Debora Kavader Kamya |
| Gabo            | Harvey Guillén    | Adam Portnoff               |
| Hal             | Niko Vargas       | Yamineth Dyall              |
| Simon           | Evan Peters       | Martin Stokke Mathiesen     |
| Safi            | Ramy Youssef      | Sam Molavi                  |
| Dario           | Jon Rudnitsky     | Joakim Tidermark            |
| Bazeema         | Della Saba        | Marsha Songcome             |